# José Murillo
José Manuel „Gasper” Murillo Morán (ur. 24 lutego 1995 w mieście Panama) – panamski piłkarz występujący na pozycji defensywnego, środkowego lub lewego pomocnika, reprezentant Panamy, od 2025 roku zawodnik Plaza Amador.